# Loachapoka
Loachapoka – miasto w Stanach Zjednoczonych, w stanie Alabama, w hrabstwie Lee. W roku 2023 miasto zamieszkiwały 162 osoby, a gęstość zaludnienia wynosiła 54 osoby/km².